# Hausorden vom Goldenen Löwen

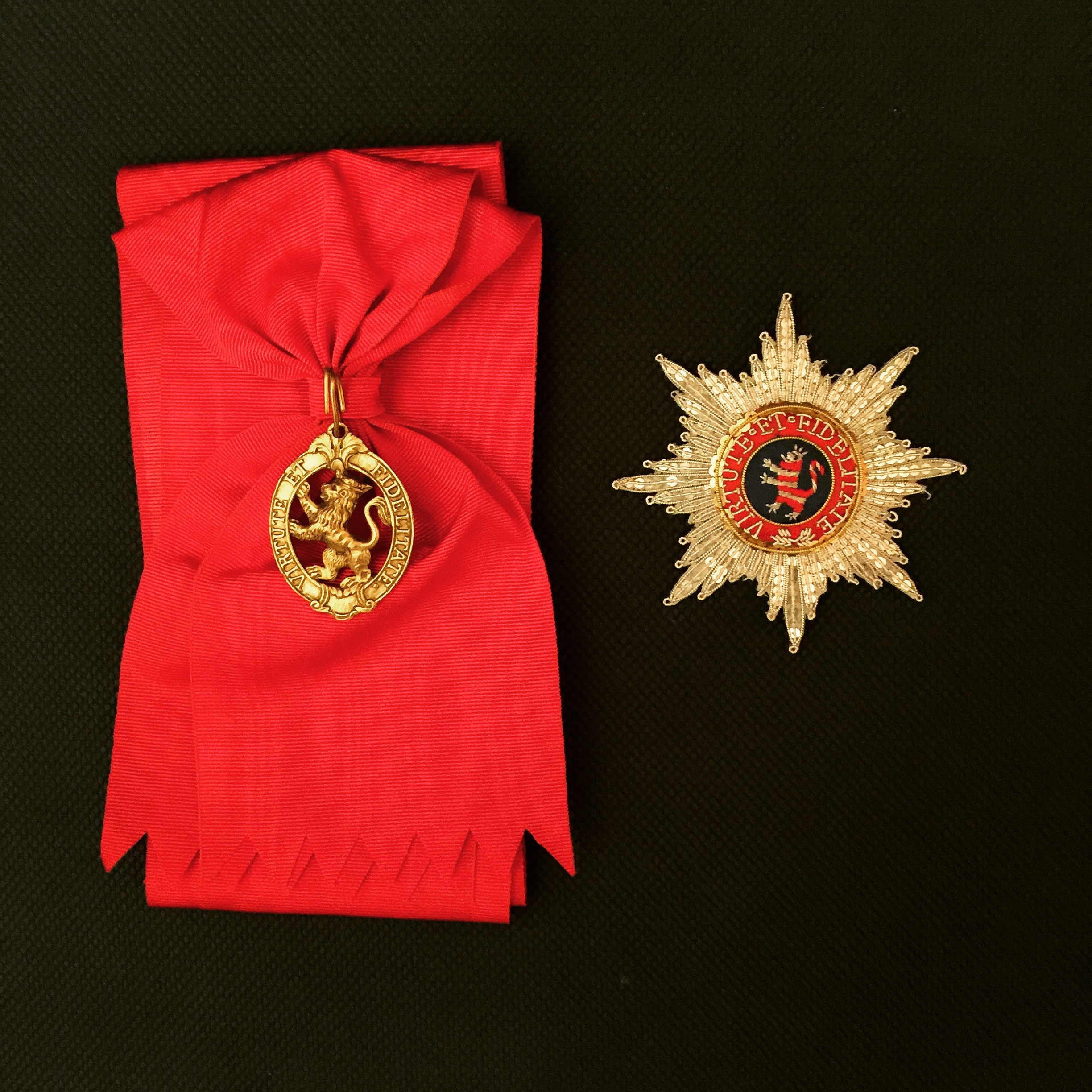
Hausorden vom Goldenen Löwen, Schärpe mit Kleinod, Bruststern

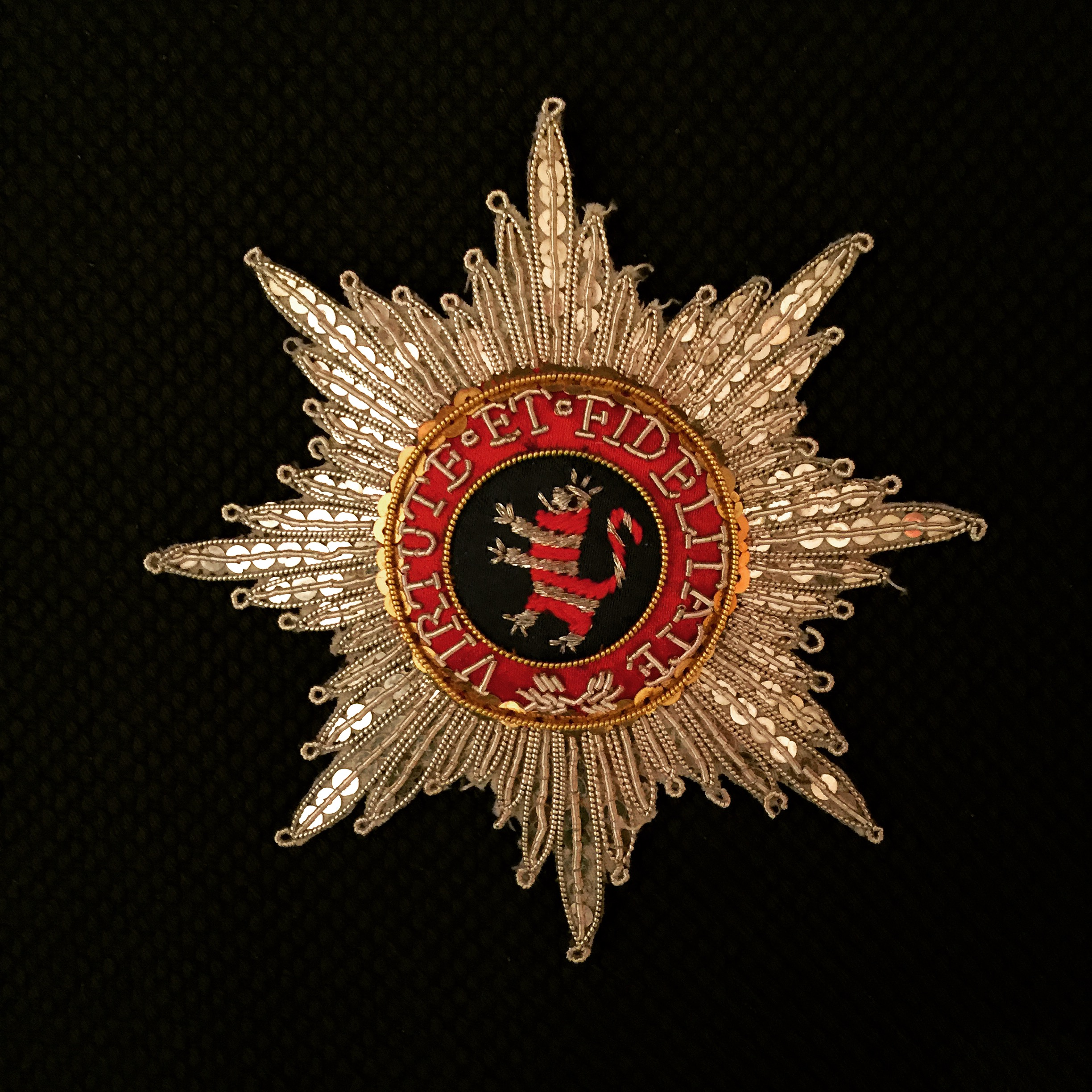
Bruststern des Hausordens vom Goldenen Löwen

Der Hausorden vom goldenen Löwen war die höchste Auszeichnung der Landgrafschaft Hessen-Kassel, später Kurfürstentum Hessen, und ab 1875 des Großherzogtums Hessen.

## Geschichte
Gestiftet wurde er am 14. August 1770 durch den Landgrafen Friedrich II. von Hessen-Kassel in einer Klasse. Patronin war die Heilige Elisabeth von Ungarn, Ahnin des Stifters. Zum ersten Ordenskanzler wurde der Staatsminister und Oberappellationsgerichtspräsident Leonhard Heinrich Ludwig Georg von Canngießer ernannt. Der Orden war zur Belohnung und Würdigung ausgezeichneter Verdienste und als Hausorden gedacht. Kurfürst Wilhelm I. erweiterte ihn mit Statutennachtrag vom 1. Januar 1818 um drei Klassen und der Orden bestand nun aus:
- Großkreuz
- Kommandeur I. Klasse
- Kommandeur II. Klasse
- Ritter

Am 20. August 1851 wurde aus den unteren drei Klassen von Kurfürst Friedrich Wilhelm I. der separate Wilhelmsorden gestiftet, der Orden vom goldenen Löwen bestand nun wieder aus einer Klasse. Erhalten sollten ihn von Geburt an Prinzen des Kurhauses, ausländische Fürsten und 41 Untertanen. Offiziere mussten zuvor den Orden pour la vertu militaire erhalten haben.
Nach der Besetzung Kurhessens durch Preußen 1866 wurde der Hausorden vom Goldenen Löwen in die Reihe der königlich preußischen Orden übernommen. Durch Erlass vom 27. August 1875 wurde der Orden aus der Reihe der letzteren wieder gestrichen.
Nach dem Tode des letzten Kurfürsten Friedrich Wilhelm I. von Hessen-Kassel wurde der Orden von Großherzog Ludwig III. von Hessen-Darmstadt übernommen. Er gab ihm am 6. Juni 1876 neue Statuten und setzte ihn als neuen großherzoglichen Orden ein. Er stand dem Großkreuz des Ludewigs-Ordens gleich. Mit der Abdankung des letzten Großherzogs von Hessen-Darmstadt 1918 erlosch der Orden endgültig.
Den Bruststern des Hausordens ließ Friedrich II. 1776, 1778 und 1779 auf seinen Sterntalern aufprägen.

## Ordensdekoration
Das Ordenszeichen bestand aus einem gekrönten goldenen Löwen innerhalb eines goldenen Ovalreifens auf dem Avers mit der Ordensdevise:
„Virtute et Fidelitate“ (Der Tugend und Treue)
und auf dem Revers mit der Inschrift:
1. Modell (1770–1803): „Fridericus II D. G. Hassiae Landgravius inst. 1770.“ (Friedrich der II. von Gottes Gnaden stiftete [den Orden] 1770)
2. Modell (1803–1875): „Wilhelmus I Hassiae Elector 1803.“ (Kurfürst Wilhelm I. von Hessen 1803)
Das Ordensband ist karmesinrot in den Breiten für Schärpe, Halskreuz (Komtur) und Brustkreuz (Ritter).
Die Ritter trugen dieses Ordenszeichen an einem karmesinroten Bande, von der rechten Schulter nach der linken Hüfte zu hängend und außerdem auf der linken Brust den achtspitzigen mit Strahlen gestickten silbernen Bruststern, in dessen Mitte auf blauem Grunde der rot gestreifte hessische Löwe, umgeben von der auf rotem Grunde in Silber gestickten Ordensdevise, zu sehen ist.
Zu feierlichen Anlässen wurde eine Collane getragen.